# Follonica Hockey
La Associazione Sportiva Dilettantistica Follonica Hockey, más conocida como Follonica Hockey ASD, Follonica Hockey 1952 o simplemente Follonica Hockey, es un club de hockey sobre patines de la localidad italiana de Follonica, en la región de la Toscana. Fue fundado en el año 1952 y actualmente milita en la Serie A1 italiana.
El club fue creado en 1952, pero hasta la temporada 2001-02 no debutó en la Serie A1 (máxima categoría italiana), tras terminar primero del grupo B de la Serie A2 en la temporada anterior.
Desde la temporada 2004-05 se ha convertido en un club puntero en Italia tras ganar varios campeonatos nacionales. Ostenta el privilegio de ser el primer club italiano en conseguir la Copa de la CERS y la Copa de Europa.

## Palmarés
Campeonatos nacionales:
- 4 Ligas de Italia (2004-05, 2005-06, 2006-07, 2007-08)
- 9 Copas de Italia (1977, 1982, 2005, 2006, 2007, 2008, 2009, 2010, 2018)
- 3 Supercopas de Italia (2004-05, 2005-06, 2007-08)
- 1 Copa de la Liga (1985)

Campeonatos internacionales:
- 1 Copa de Europa (2005-06)
- 1 Copa de la CERS (2004-05)
- 1 Copa Intercontinental (2007)

## Plantilla 2018-2019
| - (1) Gabriele Astorino (portero) - (2) Serse Cabella - (3) Luca Esposto - (4) Francesco Banini - (5) Davide Banini - (6) Mario Rodríguez Figueroa |  | - (7) Federico Pagnini - (8) Stefano Paghi - (9) Marco Pagnini - (11) Gabriele Irace (portero) - (14) Giovanni Menichetti (portero) - (96) David Gelmà Paz |